# Maurice Marcille
Maurice Marcille, né le 22 mars 1871 à Jouy-le-Châtel et mort le 28 octobre 1941, est un chirurgien français qui a mis en place les premières ambulances chirurgicales automobiles

## Biographie
Maurice Marcille, fils de médecin, est reçu externe au concours de l'année 1892, interne au concours de l'année 1895. Il remplit les fonctions d'aide d'anatomie, et de prosecteur provisoire à l'amphithéâtre d'anatomie. Il obtient son doctorat en médecine à Paris en 1902. Il eut comme maitre Charles Monod. Il est chef de clinique de Paul Tillaux,
Maurice Marcille se marie en 1903 avec Cordélia Le Play, d'après son confrère Georges Duhamel , il s’était fait une fameuse réputation, on racontait de lui qu’il avait conquis sa femme par enlèvement, prouesse qui avait même fait l’objet d’un refrain chanté par le tout Paris. Il est un des premiers mécène de l’Art déco, en 1904, pour le musée des arts décoratifs de Paris
Chirurgien des hôpitaux en 1912.
Pendant la Première Guerre mondiale, Maurice Marcille, mobilisé à 43 ans comme médecin aide-major de 2e classe, est maintenu auprès du Gouverneur militaire de Paris, sans emploi particulier. Chirurgien, convaincu de la nécessité de soigner au plus vite certaines plaies de guerre, Marcille obtient de sa riche amie Anne de Mortemart, duchesse d’Uzes, passionnée d’automobiles comme lui, qu’elle crée un centre de soins mobile, constitué de 3 à 4 camions transportant 4 équipes chirurgicales, 4 tables d’opération et du matériel de radiologie ; cette structure “autochirugicale”, permettait d’opérer jusqu’à 60 blessés par jour au plus près du front. En novembre 1914, l'ambulance chirurgicale expérimentale mise sur pied et dirigée par Marcille aidé notamment par son ami le Dr Hallopeau, part de Paris le 10 novembre et fonctionne près d'Hesdin, à dix kilomètres de la ligne de feu. Du 14 au 27 novembre, on opère 70 blessés. L’expérience est réussie mais est arrêtée prématurément , peut-être à cause du caractère particulier du Dr Marcille. Ce dernier en effet, toujours d'après le docteur G. Duhamel, injuriait les infirmiers, insultait le patient endormi, pestait contre ses confrères les menaçant à la moindre réplique par des « Je vous ferai fusiller ». En 1918, Médecin major de 2e classe, il dirige ACA n°24.
Il est reçu membre titulaire de l'Académie nationale de chirurgie en 1920. Chef de service à l'Hôpital Bretonneau en 1921, demande sa mise en disponibilité à la fin de la même année.

## Travaux
- Lymphatiques et ganglions ilio-pelviens par Maurice Marcille, Paris, Masson et Cie , thèse de doctorat en médecine (Paris, 1902)